# Rolf Fredriksson
Rolf Fredrik Fredriksson, född 27 oktober 1953 i Hammars församling, Örebro län, är en svensk journalist och utrikeskorrespondent för SVT. 
Rolf Fredriksson växte upp i Vaggeryd, Småland. Efter Journalisthögskolan i Göteborg fick han arbete vid Sveriges Radio och Norrbottenskvarten i Luleå 1976. Han har sedan arbetat under flera år som reporter, programledare och redaktionssekreterare vid Sveriges Television och Nordnytt i Luleå.
1987 började han som allmänreporter vid SVT:s Aktuellt och blev sedan utrikesreporter. Efter Berlinmurens fall fick Fredriksson möjlighet att göra reportage i Tyskland. I början av 1990-talet var han Aktuellts korrespondent i Östeuropa och sedan reporter i Tyskland. Under åren 1999-2002 och 2007-2010 arbetade han som SVT:s korrespondent i Bryssel. Senare var han reporter vid SVT:s utrikesredaktion i Stockholm. 
I september 2018 pensionerades Fredriksson från den fasta tjänsten på SVT.